# Jagodna (Chorwacja)
Jagodna – wieś w Chorwacji, w żupanii splicko-dalmatyńskiej, w mieście Hvar. W 2011 roku liczyła 30 mieszkańców.